# 33e cérémonie des Victoires de la musique
La 33e cérémonie des Victoires de la musique a lieu le 9 février 2018 à la Seine musicale de Boulogne-Billancourt. La cérémonie est retransmise à la télévision sur France 2 et à la radio sur France Inter. L'artiste Sting est le président d'honneur de la soirée.

## Tournage

### Lieu
La cérémonie est tournée à Boulogne-Billancourt, à la Seine musicale.

#### Président d'honneur
Cette année, Sting est président d'honneur de la cérémonie.

## Performances
| Artiste(s)                                           | Chanson(s)                                                                         |
| ---------------------------------------------------- | ---------------------------------------------------------------------------------- |
| Petit Biscuit                                        | Sunset Lover                                                                       |
| Catherine Ringer                                     | Como Va                                                                            |
| Dominique Dalcan                                     | Small black piece of field                                                         |
| Orelsan                                              | San                                                                                |
| Fishbach                                             | Feu                                                                                |
| Eddy de Pretto, Juliette Armanet & BB Brunes         | Medley - Le Premier Jour du reste de ta vie - Des heures indoues - Week-end à Rome |
| Gaël Faye                                            | Paris métèque                                                                      |
| Albin de la Simone                                   | Le grand amour                                                                     |
| Aliose                                               | Me passer de toi                                                                   |
| Charlotte Gainsbourg                                 | Ring-A-Ring O' Roses                                                               |
| Louane & Alain Lanty                                 | Évidemment                                                                         |
| Julien Doré                                          | Corbeau Blanc                                                                      |
| Brigitte                                             | Palladium                                                                          |
| MC Solaar                                            | Medley - Sonotone - EKSASSAUTE                                                     |
| Bernard Lavilliers, Jeanne Cherhal & Florent Marchet | L'espoir                                                                           |
| Eddy de Pretto                                       | Fête de trop                                                                       |
| Sting & Shaggy                                       | Don't Make Me Wait                                                                 |
| Bigflo et Oli                                        | Dommage                                                                            |
| Soprano                                              | Roule                                                                              |
| Louane                                               | Si t'étais là                                                                      |
| Lamomali & Fatoumata Diawara                         | Manitoumani                                                                        |
| Slimane & Florent Pagny                              | Requiem pour un fou                                                                |

## Palmarès
Les gagnants sont indiqués ci-dessous en tête de chaque catégorie et en caractères gras, et les nommés au-dessous. 

### Artiste masculin de l'année

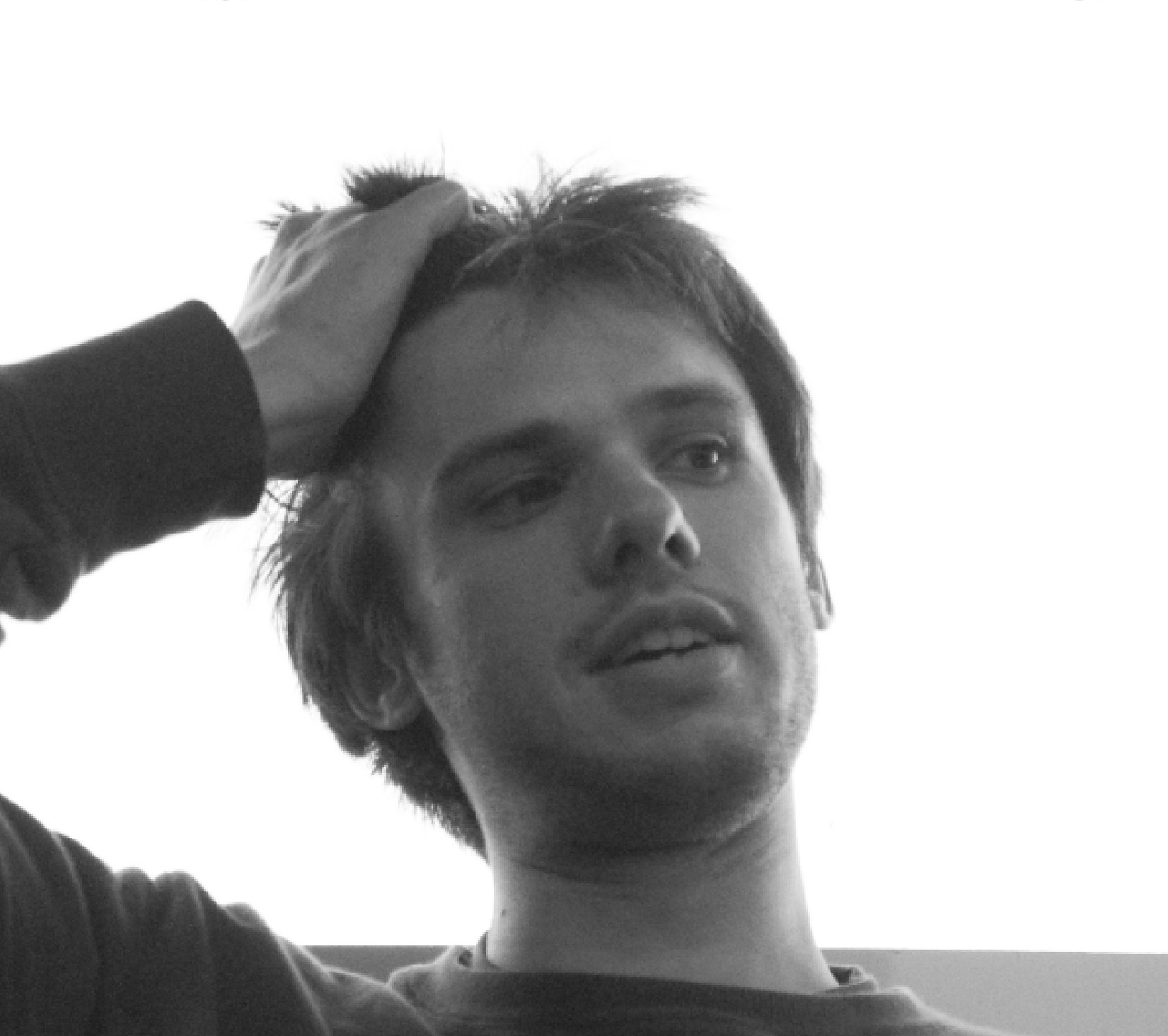
Orelsan, l'artiste masculin

- Orelsan
  - Bernard Lavilliers
  - Soprano

### Artiste féminine de l'année

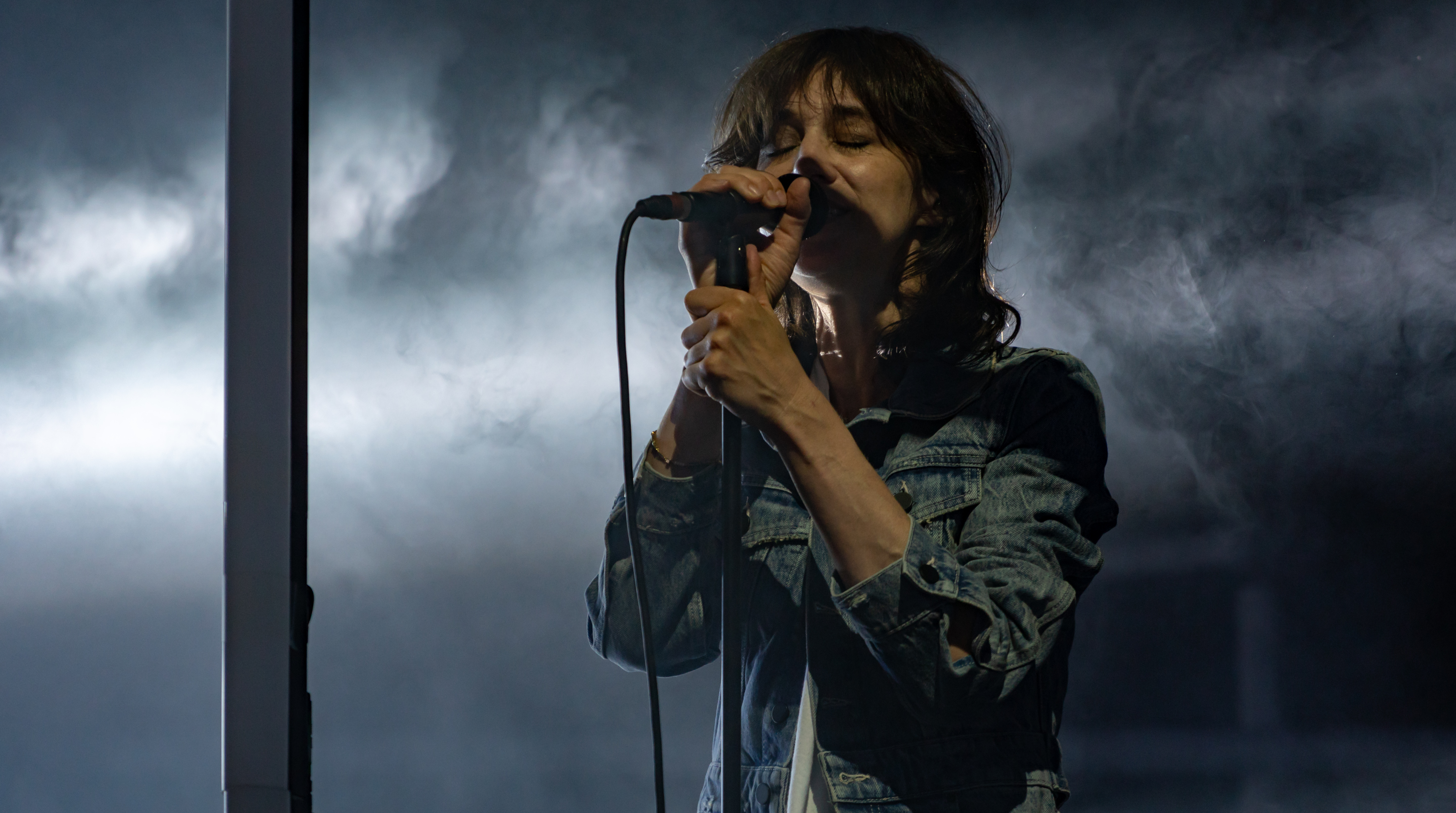
Charlotte Gainsbourg, l'artiste féminine

- Charlotte Gainsbourg
  - Louane
  - Catherine Ringer

### Album révélation de l'année
- Juliette Armanet - Petite Amie
  - Aliose - Comme on respire
  - Petit Biscuit - Presence

### Révélation scène de l'année

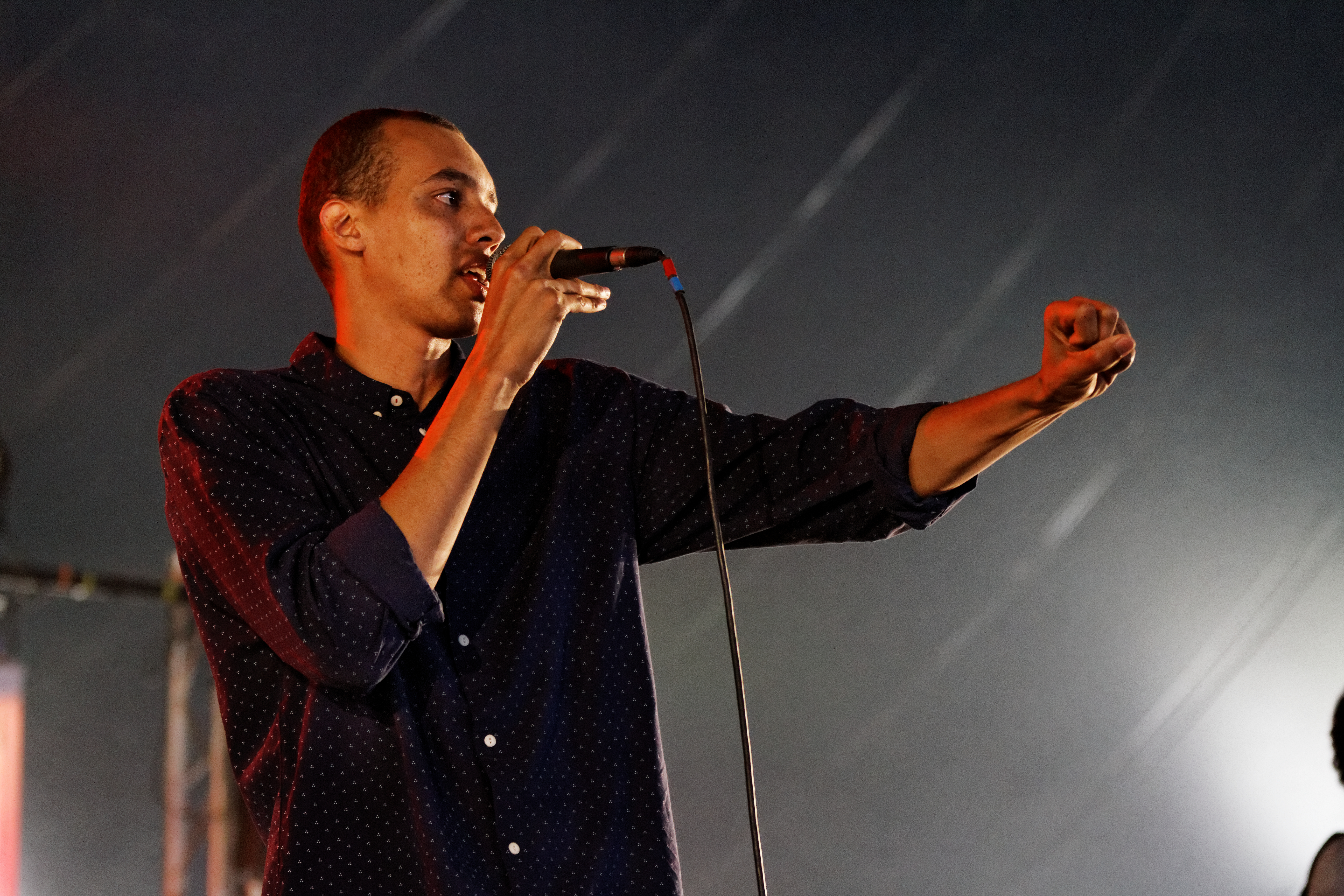
Gaël Faye, révélation scène

- Gaël Faye
  - Eddy de Pretto
  - Fishbach

### Album de chansons de l'année
- MC Solaar - Géopoétique
  - Brigitte - Nues
  - Albin de la Simone - L’un de nous

### Album rock de l'année
- Shaka Ponk - The Evol'
  - BB Brunes - Puzzle
  - Lady Sir - Accidentally Yours

### Album de musiques urbaines de l'année
- Orelsan - La Fête est finie
  - Bigflo et Oli - La Vraie Vie
  - Lomepal - Flip

### Album de musiques du monde de l'année
- -M-, Toumani Diabaté, Sidiki Diabaté, Fatoumata Diawara (Lamomali) - Lamomali
  - Amadou et Mariam - La Confusion
  - Oumou Sangaré - Mogoya

### Album de musiques électroniques ou dance de l'année
- Dominique Dalcan - Temperance
  - ALB - Deux
  - Fakear - Karmaprena

### Chanson originale de l'année
- Bigflo et Oli - Dommage Auteurs : Florian Ordonez - Olivio Ordonez / compositeurs : Florian Ordonez - Olivio Ordonez - Stromae / arrangeur : Stromae
  - Kyo - Ton mec Auteur : Benoît Poher / compositeurs : Benoît Poher - Nicolas Chassagne - Fabien Dubos - Florian Dubos
  - Louane - Si t'étais là Auteur : Marie Bastide / compositeur : Gioacchino Maurici / arrangeur : Dany Synthé
  - Soprano - Roule Auteur : Soprano / compositeur : Djaresma

### Spectacle musical, tournée ou concert de l'année
- Camille - Tournée
  - Gérard Depardieu - Depardieu chante Barbara
  - Julien Doré - & Tour

### Création audiovisuelle
- Orelsan - Basique Réalisateurs : Greg & Lio
  - Gauvain Sers - Pourvu Réalisateur : Jean-Pierre Jeunet
  - The Blaze - Territory Réalisateurs : Jonathan et Guillaume Alric

## Victoires d'honneur
- Étienne Daho

## Statistiques

### Nominations multiples
- 3 : Orelsan
- 2 : Bigflo et Oli, Louane, Soprano

### Récompenses multiples
- 3 : Orelsan